# Баварско-Ингольштадтское герцогство
Баварско-Ингольштадтское герцогство (нем. Teilherzogtum Bayern-Ingolstadt) — герцогство в составе Священной Римской империи, существовавшее в 1392—1447 годах.

## История

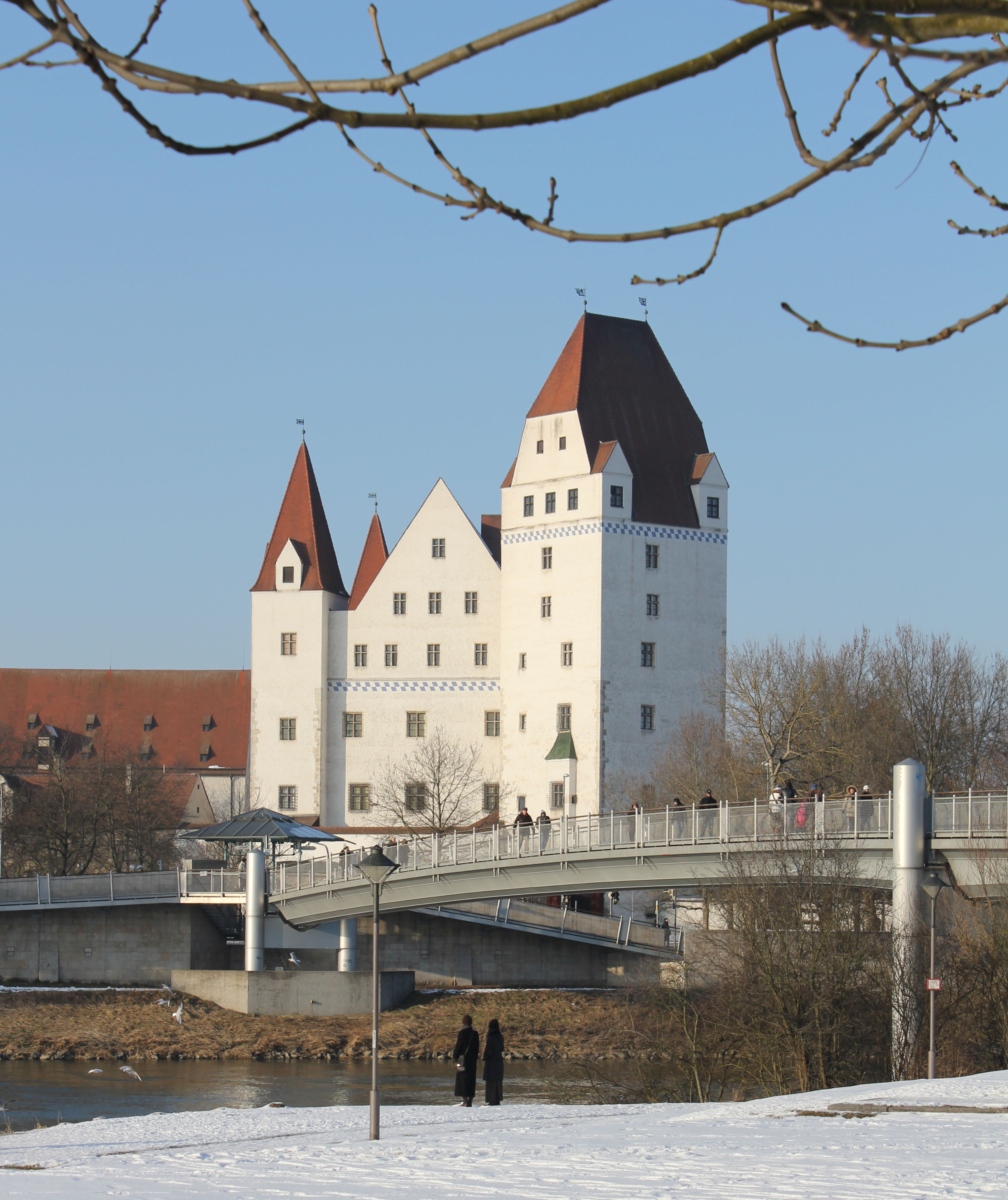
Ингольштадтский замок

После смерти герцога Стефана II в 1375 году три его сына — Иоганн II, Стефан III и Фридрих — стали совместно править Баварско-Ландсхутским герцогством. В 1392 году они решили формально разделить владения. Иоганн сделал своей столицей Мюнхен, Фридрих — Ландсхут, а Стефан III получил кусок со столицей в Ингольштадте.
В 1425 году пресеклась штраубингская линия герцогов Баварии, и по решению императора в 1429 году оставшееся без правителя Баварско-Штраубингское герцогство было разделено на три части, одна из которых вошла в состав Баварско-Ингольштадтского герцогства.
В 1439 году против герцога Людвига VII восстал его законный наследник, сын Людвиг VIII Горбатый, постепенно завоевавший все отцовские земли и в 1443 году взявший в плен самого Людвига VII и присвоивший его титул. После смерти сына в 1445 году Людвиг VII был выдан герцогу Генриху Ландсхутскому, в плену у которого и умер в 1447 году, а герцогство Баварско-Ингольштадтское было присоединено к Баварско-Ландсхутскому герцогству.

## Герцоги Баварско-Ингольштадтские
- Стефан III (1392—1413)
- Людвиг VII (1413—1447)
- Людвиг VIII (1443—1445)

## Территориальный состав
Баварско-Ингольштадтское герцогство являлось конгломератом не связанных с собой территорий. Основной частью герцогства являлись территории вокруг столицы Ингольштадта и близлежащих городов Шробенхаузен, Айхах, Фридберг, Райн и Хёхштедт-на-Дунае. Помимо них, в состав герцогства входили следующие города:
- Южная Бавария: Вассербург-на-Инне, Эберсберг, Куфштайн, Кицбюэль, Раттенберг
- Восточная Бавария: Шердинг, Дингольфинг, Маллерсдорф-Пфаффенберг
- Северная Бавария: Хильпольтштайн, Херсбрук, Лауф-ан-дер-Пегниц, Вайден, Вальдмюнхен